# Zimiromus chickeringi
Zimiromus chickeringi Platnick & Shadab, 1976 è un ragno appartenente alla famiglia Gnaphosidae.

## Etimologia
Il nome della specie è in onore dell'aracnologo e zoologo statunitense Arthur Merton Chickering (1887-1974) che ne raccolse i primi esemplari il 10 luglio 1950.

## Caratteristiche
L'olotipo maschile rinvenuto ha lunghezza totale è di 3,76mm; la lunghezza del cefalotorace è di 1,57mm; e la larghezza è di 1,24mm.

## Distribuzione
La specie è stata reperita nel Panama centrale: l'olotipo maschile è stato rinvenuto sull'isoletta di Barro Colorado Island, nella zona della provincia di Panama.

## Tassonomia
Nel 1949 Chickering descrisse alcuni esemplari come Echemus iota; la descrizione ha molti punti in comune con questa specie, ma non è più possibile esaminare gli esemplari con tecniche moderne per sincerarne l'effettiva appartenenza a questa specie, per cui non prevale in questo caso, la denominazione più antica.
Al 2016 non sono note sottospecie e dal 1976 non sono stati esaminati nuovi esemplari.